# Isla Bourdon
La Isla Bourdon (en francés: Île Bourdon) es una isla perteneciente al archipiélago de Hochelaga, que forma parte de la ciudad de Repentigny, en la confluencia del río San Lorenzo y la desembocadura del río  L'Assomption, en el área metropolitana de Montreal, en el suroeste de la provincia de Quebec en Canadá.
Esta isla baja de 1,3 km de longitud es concedida en 1672 por Jean Talon, a Jean-Baptiste de Repentigny Legardeur (el primer alcalde de Quebec, en 1663) como resultado de un acuerdo entre él y Charles-Joseph d'Ailleboust des Musseaux de modo que este territorio se volvió parte del señorío de L'Assomption. La isla al igual que su vecino del sur, será conocida más tarde como Bonfoin.